# Regional Internet Registry
Regional Internet Registry, RIR — організація, яка займається питаннями адресації та маршрутизації в інтернеті.
RIR займаються технічною стороною функціонування Internet: виділенням IP-адрес, номерів автономних систем, реєстрацією реверсних зон DNS та іншими технічними проектами. Часто RIR займаються статистичним аналізом мереж, моніторингом точок обміну трафіком і підтримкою кореневих зон DNS.
Статус RIR присвоюється ICANN. Всі RIR є некомерційними організаціями, які існують на внески своїх членів. IANA делегує RIR великі обсяги Інтернет-ресурсів, котрі RIR делегує своїм членам відповідно до своїх правил.
Всі RIR колективно утворюють NRO (Number Resource Organization), яка створена для представлення інтересів RIR і глобальної взаємодії.
На 2006 рік існують п'ять RIR:
- American Registry for Internet Numbers ARIN [Архівовано 15 вересня 2017 у Wayback Machine.] для Північної Америки
- RIPE Network Coordination Centre RIPE NCC [Архівовано 1 вересня 2017 у Wayback Machine.] для Європи, Близького Сходу та Центральної Азії
- Asia-Pacific Network Information Centre APNIC [Архівовано 20 вересня 2017 у Wayback Machine.] для Азії та Тихоокеанського регіону
- Latin American and Caribbean Internet Addresses Registry LACNIC [Архівовано 12 липня 2012 у Archive.is] для Латинської Америки та Вест-Індії
- African Network Information Centre AfriNIC [Архівовано 1 квітня 2018 у Wayback Machine.] для Африки